# Porzomillos
Porzomillos (llamada oficialmente San Pedro de Porzomillos) es una parroquia y lugar español del municipio de Oza-Cesuras, en la provincia de La Coruña, Galicia.

## Entidades de población
Entidades de población que forman parte de la parroquia:
- Pulleiro (A Baiuca de Pulleiro)
- Mondoy (Mondoi)
- Porzomillos
- Vilar de Costoya (Vilar de Costoia)
- O Aguieiro
- Ansoi
- A Areosa
- A Barcia
- A Ermida
- O Ermo
- O Marco

## Demografía

### Parroquia
| Gráfica de evolución demográfica de Porzomillos (parroquia) entre 2000 y 2019 |
|                                                                               |
| Datos según el nomenclátor publicado por el INE.                              |

### Lugar
| Gráfica de evolución demográfica de Porzomillos (lugar) entre 2000 y 2019 |
|                                                                           |
| Datos según el nomenclátor publicado por el INE.                          |